# Liste der Kulturdenkmale in Hausdorf (Colditz)
In der Liste der Kulturdenkmale in Hausdorf sind die Kulturdenkmale des Colditzer Ortsteils Hausdorf verzeichnet, die bis Mai 2024 vom Landesamt für Denkmalpflege Sachsen erfasst wurden (ohne archäologische Kulturdenkmale). Die Anmerkungen sind zu beachten.
Diese Aufzählung ist eine Teilmenge der Liste der Kulturdenkmale in Colditz.

## Hausdorf
| Bild                                    | Bezeichnung                                                                                       | Lage                   | Datierung                                    | Beschreibung | ID       |
| --------------------------------------- | ------------------------------------------------------------------------------------------------- | ---------------------- | -------------------------------------------- | --- | -------- |
| Direkt Bild zu diesem Denkmal hochladen | Wohnstallhaus, Seitengebäude, Scheune und Hofpflasterung eines Vierseithofes                      | Hauptstraße 45 (Karte) | bez. 1818                                    | beeindruckende Hofanlage in regionaltypischer Fachwerkbauweise, heimatgeschichtliche und baugeschichtliche Bedeutung. - Wohnstallhaus: datiert 1818, Erdgeschoss massiv, Porphyrtuffgewände, Obergeschoss Fachwerk mit Lehmgefachen, Walmdach mit Hecht, Fledermausgaupen und Aufzug, jüngere Erweiterung - Seitengebäude: Erdgeschoss massiv, Obergeschoss Fachwerk, verbrettert, Krüppelwalmdach mit Fledermausgaupen, alte Fenster, jüngerer Verputz, Giebel verschiefert - Scheune: massiv und Fachwerk, schöner Giebel mit Lüftungsschlitzen, Scheune Flurstück 8/5 | 08970814 |
| Direkt Bild zu diesem Denkmal hochladen | Seitengebäude eines Bauernhofes                                                                   | Unterdorf 2 (Karte)    | Bezeichnet mit 1879                          | Ortsbildprägender Putzbau, Giebel mit Zwillingsfenstern, heimat- und baugeschichtlich von Bedeutung. Pferdestall mit Wohnstuben, massiv mit Porphyrtuffgewänden, zwei Kummethallen, Satteldach, Giebel mit Zwillings-Rundbogenfenstern. | 08970813 |
| Weitere Bilder                          | Herrenhaus und Wirtschaftsgebäude des Rittergutes                                                 | Unterdorf 5 (Karte)    | Bezeichnet mit 1818                          | Beide Bauten zu einheitlichem, stattlichem Baukörper zusammengeschlossen, landschaftstypische Ausprägung in den Formen des frühen 19. Jahrhunderts, Putzfassaden mit Natursteinelementen, kulturgeschichtliche, bau- und ortsgeschichtliche Bedeutung. - Herrenhaus und anschließendes Wirtschaftsgebäude: massiv in Bruchstein und Ziegel, Gewände in Rochlitzer Porphyrtuff, Schlussstein „B 1818“, Krüppelwalmdach - Wirtschaftsgebäude (Stand 2009 Ruine): massiv Bruchstein, Gewände in Rochlitzer Porphyrtuff, hohes Krüppelwalmdach mit Fledermausgaupen und Ladeluke - Scheune (nach Umbau kein Denkmal): massiv in Bruchstein und Ziegel, hohes Krüppelwalmdach, rundbogiges Tor vermauert - Torhaus mit Speicher (Abbruch vor 2008): massiv in Bruchstein und Lehmziegel, Krüppelwalmdach mit Fledermausgaupen, Flachbogen mit Schlussstein „GB 1801“, zwischen Stall und Torbogen weitere Bogentordurchfahrt | 08970812 |
| Direkt Bild zu diesem Denkmal hochladen | Häuslerhaus                                                                                       | Unterdorf 7 (Karte)    | Bezeichnet mit 1811                          | Straßenbildprägender, verputzter Fachwerkbau, heimat- und baugeschichtlich von Bedeutung. Zweigeschossig, hohes Satteldach, Erdgeschoss massiv mit Natursteingewänden, Schlussstein „IGH 1811“, Obergeschoss Fachwerk, Giebel massiv, insgesamt verputzt. | 08970811 |
| Direkt Bild zu diesem Denkmal hochladen | Wohnhaus, zwei Seitengebäude und Scheune sowie Hofpflasterung und Toreinfahrt eines Vierseithofes | Unterdorf 22 (Karte)   | Um 1820                                      | Regionaltypische Fachwerkbauten, heimat- und ortsgeschichtliche Bedeutung. Fachwerkbauten über massivem Erdgeschoss, Gewände vorwiegend Naturstein, alte Fenster, Wohnhaus verändert, nordöstliches Seitengebäude (Stall mit Wohnstuben), mit Hecht und Schieferdach, ansonsten Dächer erneuert, wertvolle Fachwerksubstanz mit Bedeutung für die Kulturlandschaft. | 08970810 |
| Direkt Bild zu diesem Denkmal hochladen | Häusleranwesen, bestehend aus Wohnhaus und Seitengebäude                                          | Unterdorf 24 (Karte)   | Mitte 19. Jahrhundert, jüngere Veränderungen | Fachwerkbau, bau- und sozialgeschichtlich von Bedeutung, kulturlandschaftliche Bedeutung. - Wohnhaus: Erdgeschoss und Giebel massiv, Obergeschoss Fachwerk, Satteldach - Nebengebäude: mit Krüppelwalmdach | 08970816 |

## Tabellenlegende
- Bild: Bild des Kulturdenkmals, ggf. zusätzlich mit einem Link zu weiteren Fotos des Kulturdenkmals im Medienarchiv Wikimedia Commons. Wenn man auf das Kamerasymbol klickt, können Fotos zu Kulturdenkmalen aus dieser Liste hochgeladen werden:
- Bezeichnung: Denkmalgeschützte Objekte und ggf. Bauwerksname des Kulturdenkmals
- Lage: Straßenname und Hausnummer oder Flurstücknummer des Kulturdenkmals. Die Grundsortierung der Liste erfolgt nach dieser Adresse. Der Link (Karte) führt zu verschiedenen Kartendiensten mit der Position des Kulturdenkmals. Fehlt dieser Link, wurden die Koordinaten noch nicht eingetragen. Sind diese bekannt, können sie über ein Tool mit einer Kartenansicht einfach nachgetragen werden. In dieser Kartenansicht sind Kulturdenkmale ohne Koordinaten mit einem roten bzw. orangen Marker dargestellt und können durch Verschieben auf die richtige Position in der Karte mit Koordinaten versehen werden. Kulturdenkmale ohne Bild sind an einem blauen bzw. roten Marker erkennbar.
- Datierung: Baubeginn, Fertigstellung, Datum der Erstnennung oder grobe zeitliche Einordnung entsprechend des Eintrags in der sächsischen Denkmaldatenbank
- Beschreibung: Kurzcharakteristik des Kulturdenkmals entsprechend des Eintrags in der sächsischen Denkmaldatenbank, ggf. ergänzt durch die dort nur selten veröffentlichten Erfassungstexte oder zusätzliche Informationen
- ID: Vom Landesamt für Denkmalpflege Sachsen vergebene, das Kulturdenkmal eindeutig identifizierende Objekt-Nummer. Der Link führt zum PDF-Denkmaldokument des Landesamtes für Denkmalpflege Sachsen. Bei ehemaligen Kulturdenkmalen können die Objektnummern unbekannt sein und deshalb fehlen bzw. die Links von aus der Datenbank entfernten Objektnummern ins Leere führen. Ein ggf. vorhandenes Icon  führt zu den Angaben des Kulturdenkmals bei Wikidata.